# شرازول
شرازول هي قرية في مقاطعة ملكان، إيران. عدد سكان هذه القرية هو 217 في سنة 2006.